# Squeeze Box
"Squeeze Box" is een nummer van de Britse rockband The Who. "Squeezebox" is een informele Engelse term voor een accordeon.
De tekst bevat veel seksuele toespelingen. Het nummer werd geschreven door songwriter-gitarist Pete Townshend en verscheen ook op het album The Who by Numbers uit 1975. Het nummer bereikte de zestiende plaats in de Verenigde Staten en de tiende in het Verenigd Koninkrijk.

## Coverversies
- Hoewel het nummer niet echt een logische keuze zou zijn als aanvulling van het repertoire van een vrouwelijke artiest, werd het nummer gecoverd door Laura Branigan op haar album Branigan 2 uit 1983.
- Ook de Sloveens-Amerikaanse accordeoniste Lynne Marie Rink coverde het nummer.